# 奚容箴

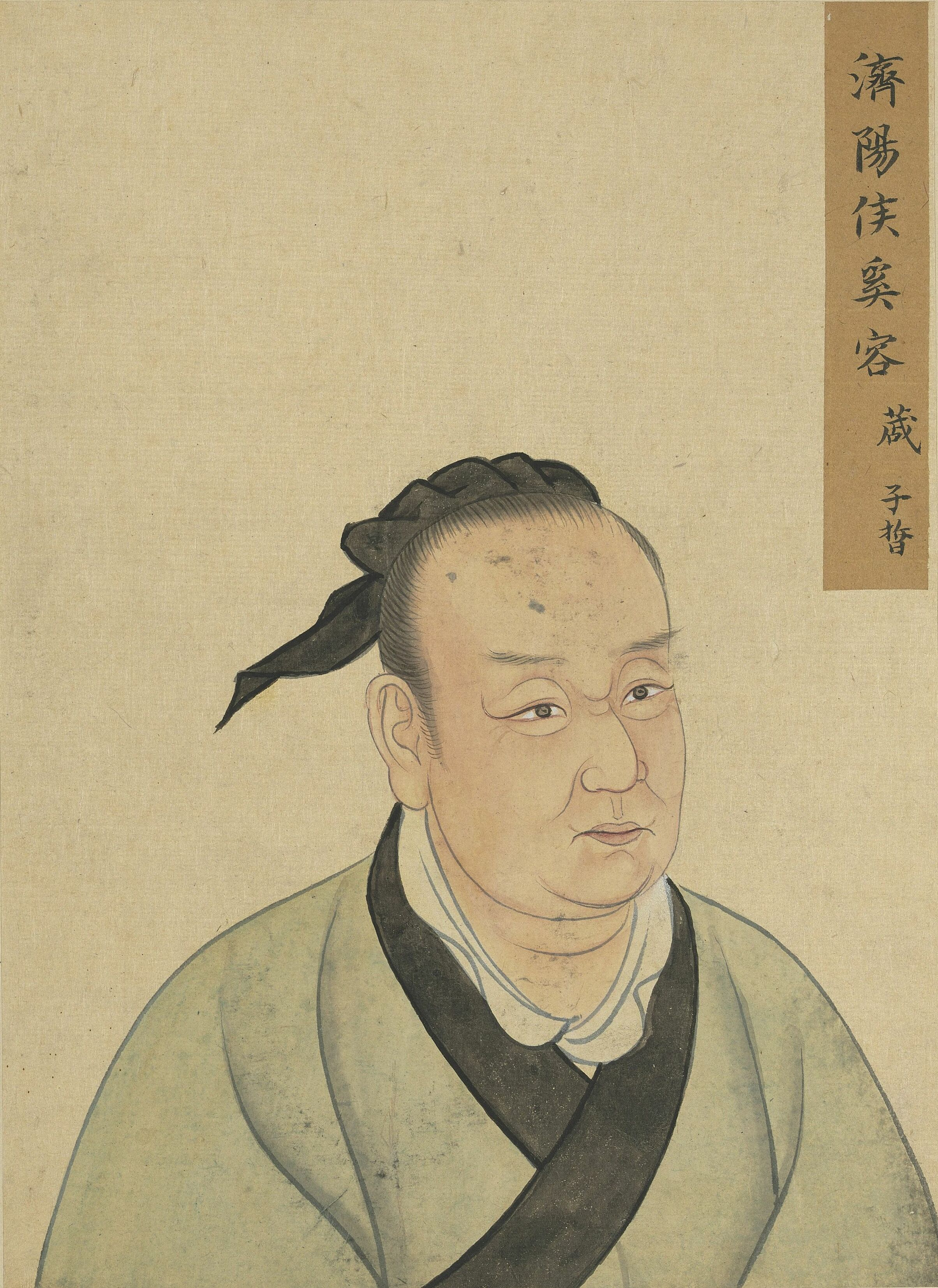
奚容蒧

奚容蒧（？—？），《孔子家语》作奚蒧、奚箴，字子皙，《孔子家语》作子楷、子偕。春秋时期卫国人。孔子弟子。

## 生平
奚容蒧事迹不详。 

## 歷代追封
- 漢明帝永平十五年（72年）從祀孔廟。
- 唐玄宗開元二十七年（739年）封下邳伯。
- 宋真宗大中祥符二年（1009年）封济阳侯。
- 明世宗嘉靖九年（1530年）封先賢奚子。

## 出處
1. ↑  《《孔子家语·弟子解》